# 日野自動車エンジン不正問題
日野自動車エンジン不正問題（ひのじどうしゃエンジンふせいもんだい）は、2022年3月4日に、日野自動車の社内調査によって日本国内向けエンジンの排出ガスや燃費の不正が発覚した問題である。
この問題は、初めて道路運送車両法第75条に基づく型式指定の取り消し処分並びに同条に基づく是正命令が適用されたケースでもある。また、日野自動車ばかりでなく、親会社であるトヨタ自動車、日野自動車製エンジンを搭載する他の自動車メーカーや建設機械メーカー、日野自動車製エンジンを搭載していない自動車メーカーまで巻き込むという問題にまで発展した。

## 概要
日野自動車は2020年に発覚した北米向けエンジンの認証問題の調査と並行して、2021年4月から国内向けエンジンの調査も行ってきた。
日野自動車の小木曽聡社長は2022年3月4日に記者会見を行い、平成28年排出ガス規制適合車の内、A05C（HC-SCRのみ）・A09C・E13Cの3機種において不正が行われていたことを明らかにしたと同時に、プロフィア、レンジャー（HC-SCRのみ）、セレガ（12mのみ）の3車種の出荷を停止する事、N04C（尿素SCR）においても燃費性能に問題があることをそれぞれを発表した他、いすゞ自動車も同日に、ガーラ（12mのみ）の出荷を停止した。エンジン不正の内容は、A05C（HC-SCRのみ）は、排出ガス性能の劣化耐久試験にて、排出ガス浄化性能が劣化し規制値に適合しない可能性を認識しながら、排出ガス後処理装置の第2マフラーを途中で交換し試験を継続。経年変化により排出ガスの規制値を超過する可能性あることや、A09CとE13Cは、燃費測定において、重量車燃費基準による優遇税制を受けるべく燃料流量校正値を燃費に有利に働くような数値に設定し、実際よりも良い燃費値を燃費計に表示させるようにして試験を実施した。技術検証により、実際の燃費性能が諸元値に満たしていなかったというものであった。国土交通省は同年3月7日、日野自動車本社と各工場に対して立入調査を行った。日野自動車は同年3月11日、特別調査委員会を設置した。レンジャーの一部車型、デュトロとトヨタ・ダイナの2t積系に採用されているHC-SCRは、尿素SCRシステムより安価で軽量・コンパクトである一方で、尿素SCRに比べてNOxの削減率は30～40％と低く、触媒の耐久性にも課題があり、燃料経済性も若干劣ると以前から指摘されていた。
これを受けて親会社であるトヨタ自動車は「今回、日野自動車が信頼を損なう行為をしたことは遺憾だ。ただ、日野自動車は子会社ではあるが上場企業で独立して運営しているため、まずは同社が責任をもって速やかに原因を解明して再発防止に向けて万全に取り組むべきだ」などとコメントした。斉藤鉄夫国土交通大臣も、A05C（HC-SCRのみ）・A09C・E13C・N04C（尿素SCR）の生産に必要な認証を取り消す処分を行うことを明らかにした。
2022年3月25日に国土交通省において、ディーゼルエンジンの排出ガスのデータ不正問題に関する聴聞が行われた。聴聞で日野自動車は、N04C（尿素SCR）の排出ガスのデータを改竄していた事も認めた。N04C（尿素SCR）の不正の内容は、証試験の燃費測定で、燃費性能基準を満たしていない可能性があると認識した上で、アイドリング時の燃料消費量を、燃料流量が安定する前の測定開始といった有利な条件で燃費を測定していた他、複数回の測定結果から最も良い値を採用していたというものであった。
国土交通省は2022年3月29日、A05C（HC-SCRのみ）・A09C・E13C・N04C（尿素SCR）のエンジン4機種について、道路運送車両法第75条に基づき型式指定の取消処分を行った。認証取消処分は、三菱自動車工業の燃費試験の不正事件を受けて改正された道路運送車両法改正後では初となった。これにより、プロフィア、レンジャー（HC-SCRのみ）、セレガ（12mのみ）、リエッセII、いすゞ・ガーラ（12mのみ）、トヨタ・コースターの6車種は生産が不可能となった。
国土交通省は、いすゞ自動車、トヨタ自動車、日産自動車、三菱ふそうトラック・バス、UDトラックス、スカニアジャパン、Hyundai Mobility Japanのトラック・バスメーカー7社に対して、エンジンの性能試験を巡る不正がなかったか調査を指示した。かつてトラックを自社生産していたマツダは調査対象外となった。スカニアジャパンを除く6社は2022年4月11日までに「不適切な行為はなかった」と回答した他、スカニアジャパンも同年7月12日に調査書を提出し、「長距離耐久試験に問題があることが判明した」と回答した。スカニアジャパンは理由として、日本の規定を十分理解していなかったことを挙げ、国土交通省も、スカニアジャパンは故意に不正は行っていないとした。
日野自動車は2022年8月2日、特別調査委員会による調査結果を公表した。特別調査委員会は「実際に不正行為を認識していたのはパワートレイン実験部の人たちだが、その上の方の役職については、個別具体的な不正行為を認識していたと認めるに足りる証拠は見つからなかった」「まず、なかなか他の部署に話をできなかったということが一つ。また、品質保証や品質管理部門による開発・出荷段階での相互チェックの機能が弱く、不正を発見できなかった。そのため不正が潜在化して温存されていったとみている」「日野の開発に関わる部署の役員や社員は試験内容をほとんど理解していなかった」など、一連のエンジン不正はパワートレーン実験部主導で行われ、パワートレーン実験部以外の他部署との人事交流やコミュニケーションが欠如していたと結論付けた。さらに特別調査委員会は、元役員の指示で、E13Cなどのエンジンにおいて平成27年重量車燃費基準達成を指示し、エンジン燃費の実力値が軽減措置の目標を達成できない見込みにもかかわらず、役員らから達成を強く求められた末、開発担当者は役員に目標達成が可能だと報告したことも明らかとなった。トヨタ自動車の豊田章男社長は「すべてのステークホルダーの信頼を裏切るものであり大変遺憾」とコメントした。
また、日野自動車によるエンジン不正は平成15年排出ガス規制から行われていたことや、2016年に発覚した三菱自動車による燃費試験の不正事件による国土交通省の調査において虚偽の報告を行っていた事も明らかとなり、同時にA05C（尿素SCR）、J05E、産業用ディーゼルエンジン3機種（E13C-YS、E13C-YM、P11C-VN）でも不正が行われていた事、平成17年排出ガス規制並びに平成21年排出ガス規制に適合したA09C・E13Cの2機種において燃費性能が諸元値を下回る事、平成28年排出ガス規制に適合したE13Cが経年変化により排出ガスの規制値を超過していた事がが明らかとなった。これにより、日野自動車、いすゞ自動車、トヨタ自動車の他にも、平成15年排出ガス規制においてJ07EエンジンとJ08Eエンジンを搭載した車種を販売したUDトラックス、日野製産業用ディーゼルエンジンを搭載したコベルコ建機、加藤製作所、タダノ、日立建機などの建設機械メーカーにも影響が及んだ他、対象車種も約56万台へ膨らむことになった。
日野自動車は2022年8月2日、国土交通省の指導により、レンジャー（尿素SCR）、セレガ（9m）,ブルーリボンハイブリッド、ブルーリボンハイブリッド連節バス、メルファ、ポンチョ、平成26年規制（4次規制）に適合した産業用ディーゼルエンジンの出荷を停止した他、いすゞ自動車もガーラ（9m）、エルガハイブリッド、エルガデュオ、ガーラミオの出荷を停止した。コベルコ建機、加藤製作所、タダノなどの建設機械メーカーも、日野製エンジンを搭載した建設機械の受注を停止した。コベルコ建機は同年8月5日、日野製産業エンジンを搭載した製品について、安全性能やその他の品質・性能について懸念がないことを明らかにした。各建機メーカーも、リコールについて日野と協議するとしている。これにより、日野自動車はエンジン14機種の内、12機種が出荷停止に追い込まれた。国土交通省は、基準不適合の4機種について型式指定の取消を行うとしている。
国土交通省は2022年8月3日、日野自動車に対して立入調査を行った。調査の結果、N04C（HC-SCR）の排出ガス認証申請において、劣化耐久試験で測定値を不正に算出していた事などが明らかとなった。これを受けて日野自動車とトヨタ自動車は、2022年8月22日にN04C（HC-SCR）を搭載するデュトロとトヨタ・ダイナの2t積系を出荷停止にした。但し、N04C（HC-SCR）は平成28年排出ガス規制の数値に適合しており、リコールは実施しない。これにより、日野自動車製エンジンを搭載する全車種の販売は不可能となった。
N04C（HC-SCR）のエンジン不正を受け、日野自動車の小木曽聡社長は「担当者が検査の法規を理解していなかったことが原因」などとコメントした他、トヨタ自動車の豊田章男社長も「長期間に亘りエンジン認証における不正を続けてきた日野は、ステークホルダーの皆さまに認めていただけるのか問われている状況にある。この認識のもと、日野がステークホルダーの皆さまの信頼に足る企業として生まれ変われるのか注視し、見守っていく」などとコメントした。
日野自動車は2022年8月30日、顧客などの信頼回復に向けて、小木曽聡社長直轄のプロジェクトチームである「信頼回復プロジェクト」を発足させた他、トヨタ自動車に対して、小型トラック用エンジンの認証業務に関して協力するよう要請した。
日野自動車は取引先に対し、プロフィアの全車型とレンジャーの内HC-SCRを搭載した車型について、2023年夏まで生産を停止する事を伝えた。
国土交通省は2022年9月9日、日野自動車に対して道路運送車両法第75条に基づき、型式指定に係る違反の是正命令を出した。道路運送車両法第75条に基づく是正命令の適用は、2018年に日産自動車やSUBARUで発覚した燃費検査と排ガス検査の不正問題を受けて2019年に改正された道路運送車両法改正後では初となった。国土交通省は同日に、E13C（大型車用）並びに、産業用ディーゼルエンジン3機種の型式指定を取り消す方針であることを明らかとし、A05C（尿素SCR）、J05E、N04C（HC-SCR）、産業用ディーゼルエンジン4機種の出荷を認める事を発表した。トヨタ自動車は「日野がステークホルダーの皆さまの信頼に足る企業として生まれ変われるのか、見守っていく」とコメントした。
国土交通省は2022年9月16日、日野自動車といすゞ自動車に対し、E13Cエンジンに関する聴聞を行った。聴聞に出席した日野自動車の小木曽聡社長は、国土交通省に対し、意見はない旨を回答し、E13Cエンジンの型式指定の取消処分を受け入れた。E13Cエンジンの型式指定の取消処分が実施された場合、プロフィア、セレガ（12mのみ）、いすゞ・ガーラ（12mのみ）の生産再開には、型式指定の再取得が必要となる。
日野自動車は2022年9月16日、デュトロとトヨタ・ダイナ（2t積系のみ）の生産を同年10月3日から、レンジャー（尿素SCRのみ）の生産を同年11月1日から再開する事を発表した。セレガ（9mのみ）、メルファ、ブルーリボンハイブリッド、ポンチョ、いすゞ・ガーラ（9mのみ）、いすゞ・ガーラミオ、いすゞ・エルガハイブリッドの生産再開については検討中としている。一方で、プロフィア、セレガ（12mのみ）、ブルーリボンハイブリッド連節バス、レンジャー（HC-SCRのみ）、リエッセII、いすゞ・ガーラ（12mのみ）、いすゞ・エルガデュオ、トヨタ・コースターの生産再開の見通しは立っていない。

## 本問題に伴うリコール
日野自動車は2022年3月25日に、A05C（HC-SCR）エンジンを搭載するレンジャーのリコールを届け出た。
日野自動車といすゞ自動車は2022年9月9日、プロフィア、セレガ、いすゞ・ガーラのE13Cエンジン搭載車（平成28年排出ガス規制適合車）のリコールを届け出た他、コベルコ建機と加藤製作所も、同日にE13C-YS、E13C-YM、P11C-VNを搭載する建設機械のリコールを届け出た。

## 出荷停止となった車種
型式指定が取り消された車種
いずれも平成28年排出ガス規制適合車。
- 日野・プロフィア
- 日野・レンジャー（HC-SCRのみ）
- 日野・セレガ/いすゞ・ガーラ（12mのみ）
- トヨタ・コースター/日野・リエッセII

型式指定が取り消されていない車種
いずれも平成28年排出ガス規制適合車。
- 日野・レンジャー（尿素SCRのみ） - 2022年11月1日より生産再開予定
- 日野・デュトロ/トヨタ・ダイナ（2t積系のみ） - 2022年10月3日より生産再開予定
- 日野・セレガ/いすゞ・ガーラ（9mのみ）
- 日野・ブルーリボンハイブリッド/いすゞ・エルガハイブリッド
- 日野・ブルーリボンハイブリッド連節バス/いすゞ・エルガデュオ
- 日野・メルファ/いすゞ・ガーラミオ
- 日野・ポンチョ

## 影響
リコールや税制優遇を受けた分の追加納付による影響で、2022年3月期には過去最大となる847億円の赤字を計上。2021年度までトップシェアであった普通トラック（積載量4t以上の大型・中型トラック）の販売台数も、2022年4月以降はいすゞ自動車にシェア1位の座を奪われた他、三菱ふそうトラック・バスとUDトラックスも販売台数を伸ばした。2022年8月の販売台数においても、三菱ふそうトラック・バスにシェア2位の座を奪われたと同時に、日野自動車はシェア3位にまで転落した。日野・プロフィアが出荷停止となったため、2022年3月以降に販売される大型トラックは、いすゞ・ギガ、三菱ふそう・スーパーグレート、UD・クオンの3車種となった。
また、同年5月に開催された「ジャパントラックショー2022」への出展を辞退したほか、5月17日にはプロフィアハイブリッドで受賞した「2020年度省エネ大賞」などの各賞を返上。8月24日にはトヨタ自動車、いすゞ自動車、ダイハツ工業、スズキが出資しているCommercial Japan Partnership Technologiesから除名された。
2022年8月以降に日野が販売している車種は、トヨタ製1GD-FTVエンジンを搭載するデュトロ（1.5t積系のみ）といすゞ製エンジンを搭載するブルーリボン、レインボーの3車種のみとなっており、2021年度の国内販売ベースで60%が出荷不可能となったほか、国内向けトラックに関しては99%が出荷不可能となった。セレガ/いすゞ・ガーラ、メルファ/いすゞ・ガーラミオ、リエッセII/トヨタ・コースターが出荷停止となったため、2022年8月以降に販売されている観光バス、高速バス、マイクロバスは三菱ふそうのエアロクィーン・エアロエース・ローザの3車種のみとなった。
このほか、スカニアジャパンは2022年7月12日から4機種のエンジン搭載車種を一時的に出荷停止していたが、国土交通省立ち合いの元での実証試験で基準に適合したとして、同年9月6日から出荷を再開。タダノは、ラフテレーンクレーンの一部とカーゴクレーン、高所作業車の生産に影響が出ているとして、顧客への説明を開始した。